# 상클라부리군

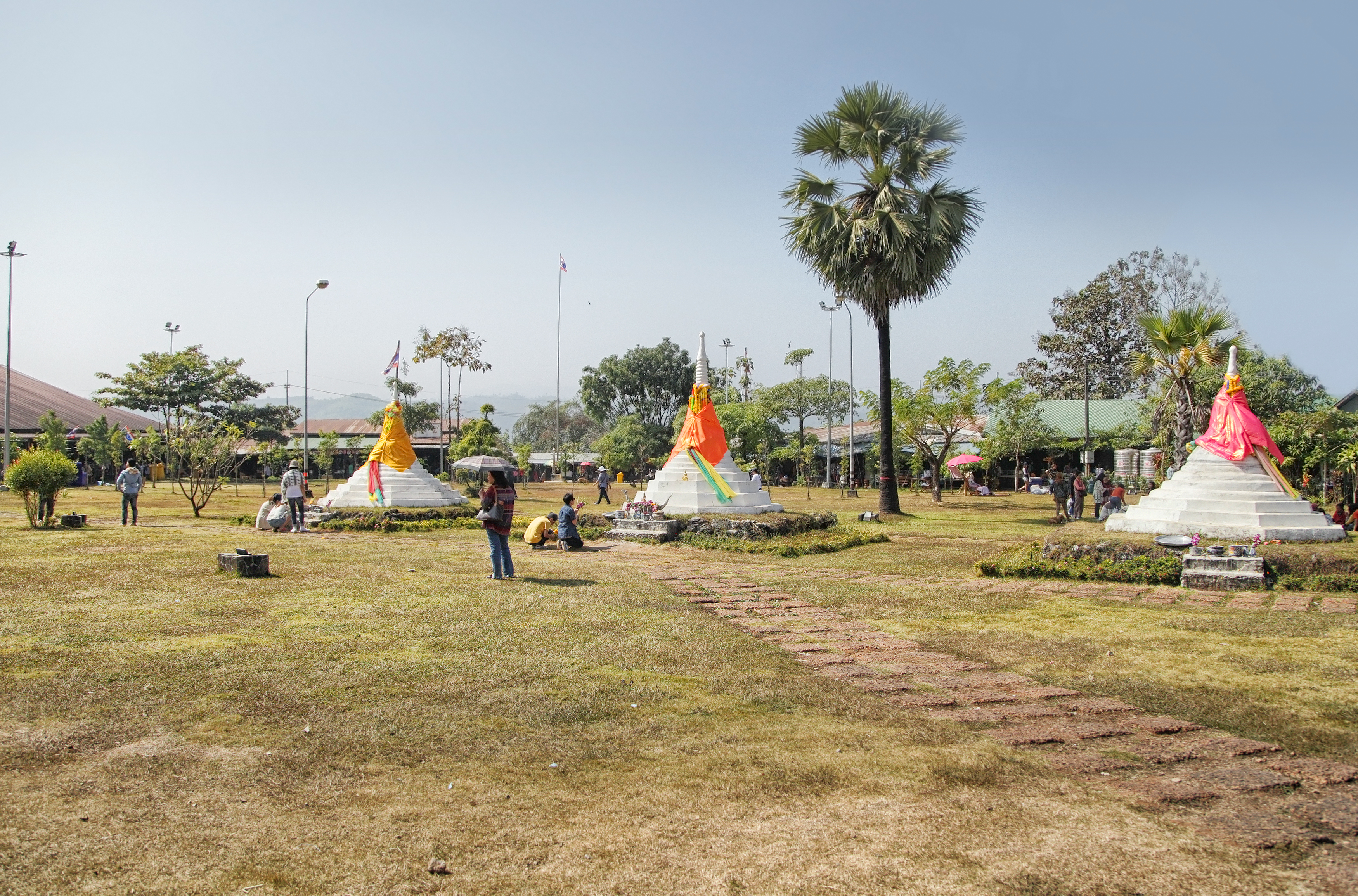

상클라부리군은 깐짜나부리주의 행정 구역이다. 이 지역의 총 인구 수는 2005년 기준으로 40162명이다. 인구 밀도는 12.0km2이다.

## 행정 구역
| 번호 | 지명      | 태국어 지명 | 빌리지 | 인구   |  |
| ---- | --------- | ----------- | ------ | ------ |  |
| 1.   | Nong Lu   | หนองลู       | 10     | 30,534 |  |
| 2.   | Prangphle | ปรังเผล      | 4      | 5,191  |  |
| 3.   | Laiwo     | ไล่โว่        | 6      | 4,437  |  |